# Con gli occhi chiusi (film)
Con gli occhi chiusi è un film del 1994 diretto da Francesca Archibugi.
Il soggetto è tratto dall'omonimo romanzo di Federigo Tozzi pubblicato nel 1919.
Marco Messeri, per l'interpretazione del burbero padre Domenico, ha vinto il Nastro d'argento come miglior attore non protagonista.

## Trama
Pietro, figlio sensibile di Domenico, un padre burbero, aggressivo ma anche vitale e di successo, si innamora di una ragazza bellissima, Ghìsola, che vive con i nonni, persone umili e povere, nel podere di Poggio a' Meli insieme ad altri braccianti.
La madre di Pietro, Anna, è donna anche lei sensibile ma affetta da crisi nervose ed epilettiche e sopporta il carattere arcigno del marito oltre alle "scappatelle" che si concede con le donne salariate del podere, dove si recano di tanto in tanto. Il padre di Pietro comprende l'affetto che nasce nel ragazzo per Ghìsola e fa di tutto per allontanare la ragazza; inoltre non vuole che il figlio continui a studiare, così come vorrebbe la madre.
Ghìsola intanto attraversa varie vicende e su di lei girano cattive voci a causa delle sue facili esperienze sessuali. La giovane è vuota e sembra quasi senza sentimenti, quindi per trovare guadagno facile e veloce inizia a fare la prostituta d'alto bordo in un bordello gestito da una ruffiana spiccia e franca ma simpatica, Beatrice.
Pietro arriva a voler sposare Ghìsola e ad essere anche disposto a gestire il podere, come vuole il padre. Tuttavia questi gli dice che Ghìsola è una donna di facili costumi per cui i rapporti iniziano a peggiorare. Ghìsola ritorna al podere dai nonni nell'attesa di sposare Pietro sotto consiglio di Beatrice e di Alberto, un uomo che frequenta la casa di appuntamenti e di cui Ghìsola è innamorata. In realtà Ghìsola aspetta un bambino e sceglie questa soluzione proprio per salvare il parto. Pietro inizia a dubitare di Ghìsola proprio quando lo scopre, in quanto non ha avuto rapporti pre-matrimoniali, tuttavia Ghìsola non resiste a pensare ad un matrimonio senza vero amore da parte sua e scompare.
Pietro la cerca senza fortuna ed intanto inizia contemporaneamente anche ad avvicinarsi al Socialismo, che in questi tempi iniziava a farsi strada, qui gli viene svelato che Ghìsola è a Firenze.
Il ragazzo la scova, la raggiunge al secondo bordello gestito da Beatrice e scopre che l'amata è molto avanti con la gravidanza. Scoperta l'amara verità che si palesa davanti ai suoi occhi, il protagonista sviene per lo sconcerto.
Il film termina mostrando la (esatta) frase finale del romanzo di Federigo Tozzi: "Quando si riprese dalla violenta vertigine che l'aveva abbattuto lui non l'amava più".

## Riconoscimenti
- 1995 - Nastro d'argento
  - Migliore attore non protagonista a Marco Messeri
  - Candidatura Regista del miglior film a Francesca Archibugi
  - Candidatura Migliore attrice non protagonista a Alessia Fugardi
  - Candidatura Migliore produttore a Fulvio Lucisano  e Leo Pescarolo
  - Candidatura Migliore scenografia a Davide Bassan
  - Candidatura Migliori costumi a Paola Marchesin
- 1995 - Globo d'oro
  - Candidatura Miglior fotografia a Giuseppe Lanci